# Fritz-Joachim Kunze
Fritz-Joachim Kunze (* 12. Februar 1924; † 5. September 2023 in Koblenz) war ein deutscher General.

## Karriere
Kunze, der als Soldat noch in die Wehrmacht eingetreten war, trat in die neu gegründete Bundeswehr ein. Er wurde als Kommandeur des Artilleriekommandos 1 in Münster mit Ablauf des 31. März 1984 im Range eines Brigadegenerals in den Ruhestand versetzt.

## Veröffentlichungen (Auswahl)
- Menschenführung in modernen Streitkräften. In: Truppenpraxis, 17. Jg., 3, 1973, S. 164ff.